# Агрострахование
Агрострахование — страхование сельскохозяйственных культур или животных. Часто агрострахование проводится по лицензии на имущественное страхование (отлично от огневого страхования). В практике страхования урожая разделяются несколько видов страховых продуктов — страхование от огня и града, отдельно град, мультирисковое страхование (или комбинированное), страхование от поименованных рисков. Наиболее часто встречается страхование от поименованных рисков и страхование от града, огня.
Мультирисковое страхование — страхование от большинства или набора многочисленных рисков, обычно погодных, но могут также включаться риски повреждения культур болезнями или вредителями, дикими животными, противоправные действия третьих лиц, и другие. Мультирисковое страхование культур — термин, пришедший из североамериканской страховой практики. В европейской практике называется комбинированным страхованием (Испания). В некоторых странах мультирисковое страхование ошибочно называется комплексным страхованием, что методологически не является правильным (комплексное страхование — страхование различных объектов по одному договору/полису страхования, например: животные, культуры, техника, здания).
Мультирисковое страхование обычно дорого, поэтому как правило развивается при наличии субсидий государства или иных форм государственной поддержки. Убыточность по мультирисковому страхованию выше, чем по другим видам агростраховых продуктов. В последнее время в некоторых странах активно внедряется страхование сельскохозяйственных культур на основе индексов погоды и урожайности. Основной задачей этих новых продуктов является снижение затрат на администрирование и снижение рисков антиселекции и асимметрии информации.

## История агрострахования в Европе
В сельском хозяйстве европейских стран страхование зарождалось как взаимное страхование. В Исландии уже в XII веке сельские жители объединялись для взаимной помощи на случай пожаров или падежа скота. Обычно такие объединения (прообразы обществ взаимного страхования) состояли примерное из 20 крестьянских хозяйств, которые и помогали пострадавшему в случае несчастья, при этом часть ущерба выплачивалась деньгами, а часть возмещалась в натуральной форме — материалами и работой.
А к концу XVI века в Германии появились союзы аграриев под характерным названием «коровьи гильдии» или «коровьи кассы». Они также организовывались на взаимных началах и охватывали жителей небольших районов.

## Сельскохозяйственное страхование в России

### История
Россия на протяжении всей своей истории была страной с развитым аграрным сектором, длительное время доминировавшим в экономике. В то же время, посевам и домашнему скоту угрожали различные опасности - засуха, град, вымокание и вымораживание, пожары (для растительных культур) и эпизоотии (для животных). 
Основные идеи страхования - в том числе и в сельхозпроизводстве - на Руси были сформулированы ещё в Русской правде Ярослава Мудрого.  Однако в близком к современному виду оно появляется только в XIX веке после отмены в России крепостного права и в ходе последовавших реформ, с развитием земского и взаимного страхования. Одной из форм общества взаимного страхования можно считать сельскую общину.
После крестьянской реформы 1861 года и введения в 1864 году института земства в России начинается бурное развитие полноценного взаимного страхование на селе. Помимо обязательного (окладного и дополнительного) страхования построек (которые могли страховаться в страховых обществах или в земстве), широкое распространение у крестьянских хозяйств получает добровольное (обычно - взаимное) страхование недвижимого и движимого имущества от огня; полей от градобития; крупного рогатого скота и лошадей от падежа; виноградников от филлоксеры. При этом взаимное страхование редко покрывало полностью убытки крестьянских хозяйств вследствие недострахования, а акционерное страхование на селе практически отсутствовало.

### Современный период, участие государства
Выстроенная в 1968 - 1979 годах в СССР система обязательного государственного страхования колхозов, совхозов и всех других сельскохозяйственных предприятий (функционировавшая достаточно эффективно) начала разваливаться в 1989 году и окончательно прекратила своё существование в 1991 году с ликвидацией Госстраха СССР.
Поиски новой работоспособной модели государственной поддержки агрострахования начались в 1995 году. Главными препятствиями к её созданию всегда были а) низкая прибыльность и высокие риски в большинстве видов агропроизводства и б) недостаток средств в бюджете страны. В результате создание эффективной системы, устраивающей и агропроизводителей, и государство, и страховщиков растянулось на долгие годы и, по сути, не закончено к настоящему времени.

#### Фермерские страховые компании
Первым проектом, к реализации которого приступили в 1995-97 годах, было создание сети фермерских страховых компаний с долевым участием государства. В январе 1995 года было выпущено Постановление Правительства РФ N 87 «О государственной поддержке фермерских страховых компаний», которым была создана Межведомственная комиссия для содействия созданию фермерских страховых компаний и их эффективному функционированию, в которую вошли представители Министерства экономики, Госкомимущества,  Минсельхоза, Росстрахнадзора и Ассоциации крестьянских (фермерских) хозяйств и сельскохозяйственных кооперативов России. Этой комиссии предписывалось определить фермерские страховые компании, в уставный капитал которых, в виде госдотаций, должны были быть направлены средства из бюджета. В августе 1995 года Министерство финансов выпускает письмо «Об отборе страховых компаний, в уставные капиталы которых будут вноситься бюджетные ассигнования в качестве вклада государства» . Однако эта схема так и не заработала и уже в феврале 1996 года выходит новое постановление Правительства РФ N 165 «О государственной поддержке фермерских страховых компаний», в котором Министерству финансов Российской Федерации предлагается в недельный срок погасить задолженность за 1995 год по оплате вклада государства в уставные капиталы фермерских страховых компаний в сумме  в сумме 15,3 млрд. рублей. Указанное постановление содержало также положение о продлении работы Межведомственной комиссии на 1996 год. В итоге проект создания подконтрольных государству фермерских страховых компаний с их последующей полной приватизацией так и не заработал в полную силу - у государства хронически не хватало денег, а привлекательность таких компаний для частных инвесторов оказалась очень низкой. Тем не менее возникла система специализирующихся в агростраховании страховых компаний «Поддержка», которые к настоящему времени покинули страховой рынок.

#### Субсидирование части страховых премий по агрострахованию из средств бюджета
Следующей моделью господдержки агрострахования в России, которая продолжает совершенствоваться до сих пор, стало долевое участие государства не в капиталах страховых компаний, а в страховых премиях по страхованию агрокультур и поголовья скота.  Эта система начинает выстраиваться в 1997 году, когда вступил в силу Федеральный закон от 14 июля 1997 N 100-ФЗ «О государственном регулировании агропромышленного производства». Пункт 1 статьи 16 этого закона устанавливал, что 

При страховании урожая сельскохозяйственных культур сельскохозяйственные товаропроизводители за счет собственных средств уплачивают страховщикам 50 процентов страховых взносов, остальные 50 процентов страховых взносов уплачиваются страховщикам за счет средств федерального бюджета.— Федеральный закон от 14 июля 1997 N 100-ФЗ «О государственном регулировании агропромышленного производства», статья 16, пункт 1
В этой же статье закона содержались положения  
- об отнесении сельхозпроизводителями затрат на страхование на себестоимость (пункт 4);
- об учреждении специальных правительственных агентов, на которых возлагается оказание государственной поддержки в сфере агрострахования (пункт 2);
- об образовании федерального сельскохозяйственного страхового резерва, в который отчисляется 5% от общей суммы страховых взносов, поступивших по договорам страхования сельскохозяйственных культур (пункт 5);
- об обязательном перестраховании части рисков (пункт 6).

Устанавливалось также, что 

Порядок и условия организации и проведения страхования сельскохозяйственных товаропроизводителей, обеспеченного государственной поддержкой, включая перечень страховых рисков, порядок определения страховой стоимости урожая принимаемых на страхование сельскохозяйственных культур, сроки действия договора страхования, условия формирования дополнительных страховых резервов устанавливаются Правительством Российской Федерации.
— Федеральный закон от 14 июля 1997 N 100-ФЗ «О государственном регулировании агропромышленного производства», статья 16, пункт 3
27 ноября 1998 года выходит Постановление Правительства РФ N 1399 «О государственном регулировании страхования в сфере агропромышленного производства», которым было создано Федеральное агентство по регулированию страхования в сфере агропромышленного производства, наделенное полномочиями  государственного агента по регулированию и государственной поддержке страхования в сфере агропромышленного производства. Агентство должно было устанавливать тарифы на страхование и выплачивать страховщикам 50% страховых премий в дополнение к другим  50%, полученным от  страхователей-аграриев.
Постановлением поручалось 
- внести ассигнования на господдержку агрострахования в бюджет РФ;
- разработать проект положения о федеральном сельскохозяйственном страховом резерве (средства из которого должны были направляться страховщикам, если их собственных средств и страховых резервов было недостаточно для выплаты страхового возмещения сельскохозяйственным товаропроизводителям в случае стихийных бедствий, а также на проведение централизованных предупредительных и иных мероприятий, связанных со страхованием урожая сельскохозяйственных культур);
- разработать положение о перестраховании агрорисков;
- подготовить предложения о порядке и условиях организации и проведения обеспеченного государственной поддержкой страхования урожая сельскохозяйственных культур, включая перечень страховых рисков, порядок определения страховой стоимости урожая сельскохозяйственных культур, сроки действия договора страхования и условия формирования дополнительных страховых резервов.

Одновременно устанавливалось, что договоры страхования заключаются на пять лет, на те же пять лет фиксируются страховые тарифы, премии по агрострахованию страховщики должны были аккумулировать в специальных резервных фондах, предназначенных исключительно для выплат сельхозпроизводителям. 
Созданная к 2001 году в самых общих чертах система поддержки агрострахования оказалась малоэффективной и так и не заработала в сколь-нибудь заметных масштабах, многие её ключевые элементы так и не были внедрены, государство не выполняло свои обязательства по выплатам части страховых премий за агропроизводителей.
В конце 2001 года были выпущены два новых нормативных акта, регламентирующих оказание государственной поддержки в агростраховании - постановление Правительства РФ от 1 ноября 2001 года № 758 «О государственной поддержке страхования в сфере агропромышленного производства» и приказ Министерства сельского хозяйства Российской Федерации от 5 декабря 2001 года № 1070 «О создании Федерального государственного бюджетного учреждения «Федеральное агентство по государственной поддержке страхования в сфере агропромышленного производства» при Министерстве сельского хозяйства Российской Федерации в г. Москве». На основании этих нормативных актов вместо Федерального агентства по регулированию страхования в сфере агропромышленного производства было создано Федеральное агентство по государственной поддержке страхования в сфере агропромышленного производства.
Государственное субсидирование сельхозстрахования в России активно расширяется и совершенствуется с 2004 года. В августе 2007 года в России был создан Национальный союз агростраховщиков (НСА), призванный объединить страховые компании, предоставляющие услуги отечественным сельхозпроизводителям.
С 1 января 2012 года вступил в силу принятый летом 2011 года Федеральный закон N 260 «О государственной поддержке в сфере сельскохозяйственного страхования и о внесении изменений в Федеральный закон „О развитии сельского хозяйства“». В нём содержался ряд принципиально новых положений, заметно меняющих схему выделения госсубсидий на агрострахование. Помимо прочего, этот закон установил правовые основы деятельности объединения агростраховщиков, став надежным правовым фундаментом для деятельности НСА.

Статья 9. Особенности правового положения объединения страховщиков
1. Объединение страховщиков является некоммерческой организацией, представляющей собой объединение, основанное на принципе добровольного членства страховщиков и действующее в целях обеспечения их взаимодействия и установления правил деятельности при осуществлении сельскохозяйственного страхования.
2. Объединение страховщиков:
  1. обеспечивает взаимодействие своих членов при осуществлении ими сельскохозяйственного страхования, разрабатывает и устанавливает обязательные для объединения страховщиков и его членов правила и контролирует их соблюдение;
  2. представляет и защищает в органах государственной власти, органах местного самоуправления, иных органах и организациях интересы, связанные с осуществлением членами объединения страховщиков сельскохозяйственного страхования;
  3. формирует фонд компенсационных выплат и осуществляет компенсационные выплаты, предусмотренные настоящим Федеральным законом, в соответствии с учредительными документами объединения страховщиков и требованиями настоящего Федерального закона;
  4. осуществляет подготовку предложений для включения в проект плана сельскохозяйственного страхования, а также предложений, касающихся методик определения страховой стоимости и размера утраты (гибели) урожая сельскохозяйственной культуры, утраты (гибели) посадок многолетних насаждений, утраты (гибели) сельскохозяйственных животных, ставок для расчета размера субсидий, и представляет их в уполномоченный орган;
  5. осуществляет накопление и хранение первичных статистических данных, необходимых для расчета страховых тарифов по сельскохозяйственному страхованию;
  6. ведет статистический учёт в сфере сельскохозяйственного страхования;
  7. осуществляет иные функции, предусмотренные учредительными документами объединения страховщиков.— статья 9

В то же время, ряд важных для аграриев рисков не вошёл в перечень, данный в ФЗ N260 - например, ушерб, наносимый саранчовыми
.

#### Объединения агростраховщиков
После отмены обязательного сельхозстрахования, окончания монополии Госстраха и распада его всесоюзной системы, предпринимались регулярные попытки создания альтернативной всероссийской коммерческой системы агрострахования, а позже - объединений и ассоциаций страховых компаний. Первым объединением страховщиков сельскохозяйственных рисков в РФ стал пул агростраховщиков, созданный в 1996 году.

### Показатели развития агрострахования в РФ
Страховые премии и выплаты по агрострахованию (по данным страхового надзора) 
| Агрострахование в России                             | 2010  | 2011   | 2012   | 2013   | 2014   | 2015  | 2016  | 2017  | 2018  |
| Страховая премия, млн.руб.                           | 9 566 | 16 226 | 13 316 | 13 880 | 16 701 | 7 853 | 9 823 | 3 950 | 3 731 |
| в том числе по страхованию с господдержкой, млн.руб. | н/д   | н/д    | 11 045 | 11 688 | 14 626 | 6 514 | 8 529 | 2 695 | 1 951 |
| Страховые выплаты, млн.руб.                          | 7 713 | 8 214  | 7 717  | 5 764  | 5 423  | 2 719 | 4 017 | 1 590 | 1 563 |
| в том числе по страхованию с господдержкой, млн.руб. | н/д   | н/д    | 5 026  | 3 508  | 2 611  | 897   | 2 146 | 1 084 | 754   |
| Коэффициент выплат,%                                 | 80,6  | 50,6   | 58,0   | 41,5   | 32,5   | 34,6  | 40,9  | 40,3  | 41,9  |

## Сельскохозяйственное страхование на Украине
В 2012 году на Украине были приняты законы о страховании и агростраховании с государственной поддержкой, началось лицензирование агростраховой деятельности. В том же году был создан Аграрный страховой пул Украины (АСП) для управления рисками по программам государственных закупок зерновых, Аграрного фонда и контроля реализации программы государственной поддержки в агростраховании
. Ситуация  на рынке агрострахования Украины в 2013 году заметным образом не изменилась. Страховые компании - члены АСП продолжали обслуживать 84% от всего объема рынка агрострахования Украины. По результатам 2013 года, рынок агрострахования Украины составил 16,5 млн. долларов США. Прогнозы на 2014 год показывают тенденцию к сокращению объема собранных премий до 20%, что связано с политическим кризисом в стране и отсутствием субсидированного агрострахования на Украине.

## Сельскохозяйственное страхование в Казахстане
В марте 2004 года в Казахстане был принят Закон Республики Казахстан N 533 «Об обязательном страховании в растениеводстве» . К страховым случаям при обязательном страховании в растениеводстве относятся гибель или повреждение продукции растениеводства в результате неблагоприятных природных явлений или их совокупности, зафиксированные в акте обследования, вследствие которых возникли убытки у страхователя.
Обязательному страхованию в растениеводстве подлежат: 
- зерновые  (пшеница, ячмень, кукуруза, рис, просо, овес и т.д.);
- масличные (соя, подсолнечник);
- хлопок;
- сахарная свекла.
На стоимость страховки влияет: 
- размер посевных площадей
- размер страховой суммы
- вид сельскохозяйственной культуры
- природно-климатическая зона.
Размер страховой суммы устанавливается отдельно по каждому виду продукции растениеводства в соответствии с нормативом затрат на один гектар, умноженным на всю площадь, на которой страхователь осуществляет затраты по выращиванию данного вида продукции растениеводства. 
Исчисление страховой суммы осуществляется от норматива затрат по одному из следующих видов:
1) научно обоснованной агротехнологии;
2) упрощенной агротехнологии;
3) по трем видам затрат:
горюче-смазочным материалам;
семенам;
заработной плате.
Установлены следующие минимальные и максимальные размеры страховых тарифов, рассчитанные в процентах от страховой суммы по виду продукции растениеводства, с учётом государственного субсидирования страховых выплат:
1) зерновые (по группам областей):
1.  Акмолинская, Алматинская, Восточно-Казахстанская, Жамбылская, Костанайская, Северо-Казахстанская:  минимальный -1,78%, максимальный - 3,48%;
2.    Карагандинская, Кызылординская, Павлодарская, Южно-Казахстанская:    минимальный - 3,17%,   максимальный - 5,83%;
3.    Актюбинская, Западно-Казахстанская:  минимальный - 5,21%,  максимальный - 9,15%;
2) масличные (по всей республике): минимальный - 2,01%, максимальный - 3,44%;
3) сахарная свекла (по всей республике): минимальный - 5,76%, максимальный - 8,39%;
4) хлопок (по всей республике): минимальный - 0,92%, максимальный - 1,33%.
Государственная поддержка обязательного страхования в растениеводстве осуществляется путём выделения бюджетных средств для возмещения 50% страховых выплат страховщикам и обществам взаимного страхования.
| Обязательное страхование в растениеводстве в Республике Казахстан* | 2010 год | 2011 год | 2012 год | 2013 год |
| Страховая премия, млн.тенге                                        | 519,0    | 460,6    | 411,8    | 479,3    |
| Страховые выплаты, млн.тенге                                       | 841,7    | 221,7    | 942,3    | 308,6    |

* без учёта страховых премий и страховых выплат, осуществленных обществами взаимного страхования 

## Сельскохозяйственное страхование в Армении
Сельскохозяйственное страхование в Армении (арм. Գյուղատնտեսական ապահովագրությունը Հայաստանում) — сектор страхового рынка Армении, в котором продаются и покупаются страховые продукты, нацеленные на покрытие рисков агропромышленного сектора. Действующая система страхового законодательства Армении позволяет внедрять следующие виды сельскохозяйственного страхования: страхование урожая, страхование животных, а также страхование производственных зданий и помещений, которые входят в число страхования имущества (в соответствии с 8-й и 9-й пунктами 2-й части 7-й статьи закона Республики Армения «О страховании и страховой деятельности»). На данный момент у всех девяти армянских страховых компаний есть лицензии на страхование имущества, однако ни одна компания не осуществляет сельскохозяйственное страхование.  В марте 2011 года Тигран Саркисян заявил, что внедрение сельскохозяйственного страхования в Армении нецелесообразно, так как агропромышленный сектор Армении состоит в основном из небольших ферм, и фермеры не будут в состоянии выплатить страховые взносы. Однако в июне 2011 года исполнительный директор страховой компании Инго-Армения, Левон Алтунян, заявил, что с июля-августа 2011 года компания будет осуществлять сельскохозяйственное страхование.